# Странске Маколе
Странске Маколе (словен. Stranske Makole) је насељено место у општини Маколе, Подравска регија, Словенија.

## Историја
До територијалне реорганизације у Словенији биле су у саставу старе општине Словенска Бистрица.

## Становништво
У попису становништва из 2011. године, Странске Маколе су имале 127 становника.
| Број становника према пописима | Број становника према пописима | Број становника према пописима |
| ------------------------------ | ------------------------------ | ------------------------------ |
| 1991                           | 2002                           | 2011                           |
| 123                            | 126                            | 127                            |